# 의리에 산다
"의리에 산다"는 1970년 공개된 대한민국의 영화이다.

## 배역
- 장동휘
- 김희라
- 남정임
- 이예춘